# سينوف ماكودي لوند
سينوف ماكودي لوند (بالنرويجية: Synnøve Macody Lund)‏ (و. 1976  م) هي ممثلة نرويجية.

## وصلات خارجية
- سينوف ماكودي لوند على موقع IMDb (الإنجليزية)
- سينوف ماكودي لوند على موقع ميتاكريتيك (الإنجليزية)
- سينوف ماكودي لوند على موقع روتن توميتوز (الإنجليزية)
- سينوف ماكودي لوند على موقع ألو سيني (الفرنسية)
- سينوف ماكودي لوند على موقع أول موفي (الإنجليزية)
- سينوف ماكودي لوند على موقع قاعدة بيانات الأفلام السويدية (السويدية)
- سينوف ماكودي لوند على موقع قاعدة بيانات الفيلم (الإنجليزية)
- سينوف ماكودي لوند على موقع كينوبويسك (الروسية)